# Beatrice Mallozzi
Beatrice Mallozzi (* 28. Mai 2000 in Rom) ist eine italienische Triathletin. Sie ist Junioren-Europa- und Weltmeisterin Triathlon (2019), zweifache Elite-Staatsmeisterin Triathlon (2017, 2018), Duathlon (2018) und Aquathlon (2020).

## Werdegang
Beatrice Mallozzi kam als 14-Jährige zum Triathlon und im Juli 2017 wurde sie Zweite bei der Europameisterschaft auf der Super-Sprintdistanz Jugend (300 m Schwimmen, 8,55 km Radfahren und 2,35 km Laufen).
Im Oktober des Jahres wurde sie italienische Triathlon-Meisterin auf der Kurzdistanz und sie konnte diesen Titel im Folgejahr erfolgreich verteidigen.

### Junioren-Weltmeisterin Triathlon 2019
Im Mai 2019 wurde die Polizistin Junioren-Europameisterin und im August in Lausanne Junioren-Weltmeisterin Triathlon.
Im September 2020 wurde Mallozzi italienische Staatsmeisterin Aquathlon.

## Sportliche Erfolge
| Datum/Jahr    | Rang | Wettbewerb                                                       | Austragungsort | Zeit     | Bemerkung                                              |
| ------------- | ---- | ---------------------------------------------------------------- | -------------- | -------- | ------------------------------------------------------ |
| 26. Nov. 2022 | 21   | ITU Triathlon World Championship U23                             | Abu Dhabi      | 02:06:16 |                                                        |
| 2. Okt. 2022  | 3    | ITA Sprint Distance Triathlon National Championships             | Cervia         | 00:58:06 |                                                        |
| 2. Okt. 2021  | 3    | ITA Sprint Distance Triathlon National Championships             | Cervia         | 00:57:46 |                                                        |
| 30. Aug. 2019 | 1    | ITU Triathlon World Championship Junior Women                    | Lausanne       | 01:00:41 |                                                        |
| 31. Mai 2019  | 1    | ETU Triathlon European Championship Junior Women                 | Weert          | 00:54:46 |                                                        |
| 2018          | 1    | ITA Sprint Distance Triathlon National Championships             | Lignano        |          |                                                        |
| 7. Okt. 2017  | 1    | ITA Sprint Distance Triathlon National Championships             | Lignano        |          |                                                        |
| 15. Juli 2017 | 2    | ETU Sprint Distance Triathlon European Championship Junior Women | Panevėžys      |          | Europameisterschaft auf der Super-Sprintdistanz Jugend |
| 1. Okt. 2016  | 2    | ITA Sprint Distance Triathlon National Championships             | Riccione       | 01:04:10 |                                                        |

| Datum/Jahr    | Rang | Wettbewerb                          | Austragungsort | Zeit     | Bemerkung                       |
| ------------- | ---- | ----------------------------------- | -------------- | -------- | ------------------------------- |
| 24. Feb. 2018 | 1    | ITA Duathlon National Championships | Caorle         | 01:03:25 | Italienische Meisterin Duathlon |
| 19. März 2016 | 4    | ITA Duathlon National Championships | Firenze        | 01:02:38 | hinter Giorgia Priarone         |

| Datum/Jahr    | Rang | Wettbewerb                           | Austragungsort   | Zeit     | Bemerkung                 |
| ------------- | ---- | ------------------------------------ | ---------------- | -------- | ------------------------- |
| 12. Sep. 2020 | 1    | ITA Aquathlon National Championships | Recco (Ligurien) | 00:32:17 | Staatsmeisterin Aquathlon |

(DNF – Did Not Finish)